# (26293) Van Muyden
Pour les articles homonymes, voir Van Muyden.
(26293) Van Muyden est un astéroïde de la ceinture principale d'astéroïdes.

## Description
(26293) Van Muyden est un astéroïde de la ceinture principale d'astéroïdes. Il fut découvert le 26 septembre 1998 à Socorro (Nouveau-Mexique) par le projet LINEAR. Il présente une orbite caractérisée par un demi-grand axe de 2,28 UA, une excentricité de 0,04 et une inclinaison de 8,3° par rapport à l'écliptique.

## Compléments